# Walther G43
Le fusil semi-automatique Walther G43 (Mauser Gewehr 43 pour Fusil 1943), produit par l'entreprise Walther, fut utilisé par la  Wehrmacht lors de la Seconde Guerre mondiale (essentiellement sur le Front de l'Est).

## Historique
Inspiré du fusil semi-automatique russe SVT 38/40, il a été élaboré à partir du G41 (W) par la firme Walther. Il comporte une monture-fût en bois (proche de celle de la Karabiner 98k) dégageant largement l'extrémité du canon chambré en 7,92 mm Mauser.
Outre sa relative légèreté, le G43 (appelé ensuite K43) diffère de son prédécesseur par :
1. l'adoption du système d'emprunt des gaz directement sur le canon (et non à la bouche comme le G41), copié sur le fusil soviétique SVT38/40 ;
2. et par le remplacement du magasin par un magasin amovible (les deux armes ayant une capacité de 10 cartouches).

Il possède entre autres un canon moins épais que celui de la Karabiner 98K et des organes de visée élevés ainsi qu'une hausse beaucoup plus large favorisant la prise de visée instinctive.
Les premiers modèles, notamment ceux sortis des usines Gustloff Werke (code de guerre "BCD"), possèdent un rail de lunette continu à l'inverse de ceux qui seront produits en 1944 puis en 1945 par d'autres firmes (DUV, AC, QVE), ces derniers possèderont un rail avec une encoche de verrouillage en son centre.
Ce fameux rail est destiné à recevoir la lunette de tir ZF4 (Zielfernrohr 4 Fach) de grossissement 4 fois.
Les modèles étaient tous équipés du rail latéral sauf certains modèles jugés inaptes du fait de leur faible précision.
C'est entre autres le premier fusil semi-automatique de Scharfschütze (tireur d'élite) du IIIe Reich pour des engagements pratiques jusqu'à 400 mètres.
La particularité du ZF 4 est de posséder un triangle en marquage. La couleur de ce triangle définit le type de climat pour lequel la lunette est adaptée :
- blanc : usage en condition standard ;
- vert : usage sous climat tropical, type Afrique du Nord ;
- bleu : usage sous climat froid, type front de l'Est ; sur cette dernière version, il dispose en outre d'une vis qui sert à remplir la lunette d'un gaz neutre destiné à éviter l'apparition de buée.

Les versions "sniper", sorties d'usine avec lunette ZF4, semblent avoir été fabriquées à 53 435 exemplaires.
Au total, environ 400 000 exemplaires ont été produits entre 1943 et 1945.

## Fabricants et codes
| Code | Période | Fabricant                            |
| ---- | ------- | ------------------------------------ |
| bcd  | 1943    | Gustloff-Werke                       |
| duv  | 1944    | Berlin-Lübecker-Maschinenfabrik 1944 |
| qve  | 1945    | Berlin-Lübecker-Maschinenfabrik 1944 |
| ac   | 1943-45 | Carl Walther                         |

## Diffusion après 1945
Après la Seconde Guerre mondiale, des G43 de surplus armèrent les membres de la Police est-allemande. De la même façon, des fusils pris sur la Wehrmacht furent utilisés par l'armée danoise et l'armée populaire yougoslave. Durant la guerre d'Indochine, les snipers de la Légion étrangère utilisèrent des G43 munis de lunettes de visée.
L'armée de terre brésilienne utilisa une copie du G43 en calibre .30-06 US sous la forme du Itajubá M954 Mosquetão fabriqué par IMBEL à 300 exemplaires. 
Les snipers de la milice suisse reçurent de petits lots de 3 chambrés en 7,5 mm à la fin des années 1940.